# آخرالزمان گنوسی پیتر
آخرالزمان گنوسی پطرس (پیتر) متنی است که در کتابخانه نجع حمادی و بخشی از  آخرالزمان عهد جدید یافت می شود. این اثر نیز مانند اکثریت قریب به اتفاق متون مجموعه نجع حمادی، به شدت گنوسی است  که احتمالاً در حدود 100-200 بعد از میلاد نوشته شده است. از آنجایی که تنها نسخه شناخته شده به زبان قبطی نوشته شده است، به عنوان آخرالزمان قبطی پیتر نیز شناخته می شود. 
متن ، تفاسیر گنوسی از مصلوب شدن را به نهایت می رساند، به طوری که عیسی را -در زمانی که سعی کردند به صلیب بکشند - در حالتی خندان و هشداردهنده نسبت به افرادی که "به نام مرده ای چسبیده اند و فکر می کنند که پاک خواهند شد"،  ترسیم می کند. مانند برخی از نوشته‌های نادرتر گنوسی، آخرالزمان گنوسی پطرس نیز در داستان تصلیب عیسی ، تردید دارد.  در عوض، طبق این متن، یک فرضیه جایگزینی عیسی وجود داشته :
او را که روی درخت دیدی شاد است و میخندد، او همان عیسی زنده است. اما این کسی که به دست و پایش میخ می‌کوبند، عضوی از بدن اوست، که جانشین شرمندگی است، کسی که به شکل او به وجود آمد. اما به من و او نگاه کن.

## مسیح شناسی
مشخص نیست که آیا این متن از مسیح شناسی فرزندخواندگی یا تجسم مثالی مسیح حمایت میکند، اما بر اساس تشابهات ادبی آن با رساله دوم شیث بزرگ ، ممکن است به خوبی مورد دومی باشد.

## همچنین ببینید
- آخرالزمان پیتر
- باسیلیدیان
- مصلوب شدن عیسی
- انجیل برنابا
- انجیل باسیلیدس
- انجیل پطرس
- دیدگاه اسلام در مورد مرگ عیسی
- هولگر کرستن
- رساله دوم شیث بزرگ
- فرضیه جایگزینی
- فرضیه سوون
- سالهای ناشناخته عیسی